# Revue nègre

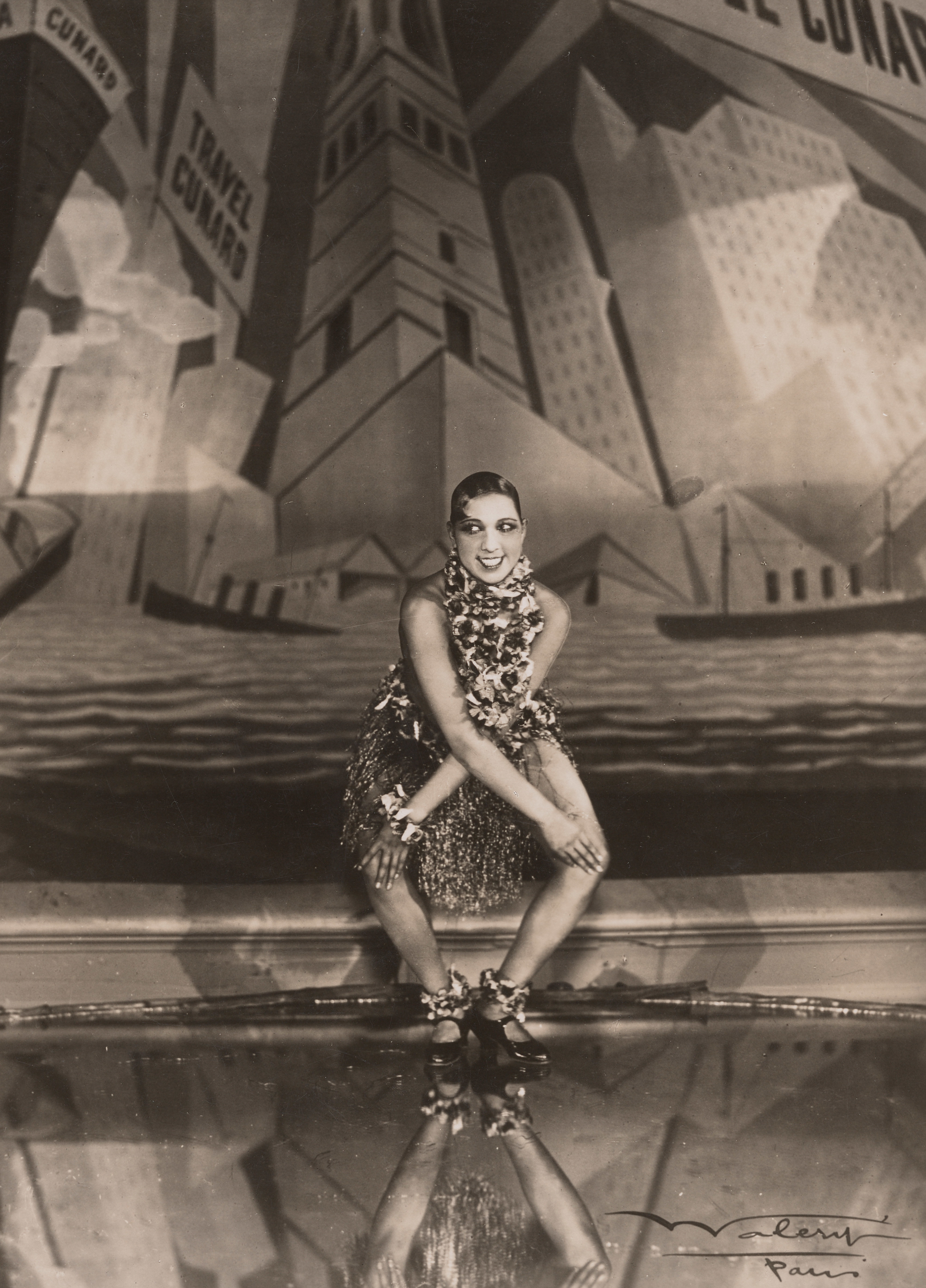
Joséphine Baker balla il Charleston alle Folies-Bergère, a Parigi – Revue Nègre Dance (1926).

La Revue nègre (tradotto in italiano, Rivista negra), anche conosciuto come La Revue Nègre è uno spettacolo di rivista messo in scena per la prima volta nel 1925 a Parigi. Attraverso il suo successo e la personalità di Joséphine Baker che ne era la stella principale, consentì, tra le altre cose, una ampia diffusione della musica jazz e della cultura nera in Europa.

## Storia
L'ideazione e la messa in scena della Revue nègre è legata all'emergere in Francia della musica jazz, introdotta a Parigi pochi mesi prima della fine della prima guerra mondiale attraverso le esibizioni di gruppi jazz composti da soldati statunitensi. La Revue nègre si inserisce nel contesto di un crescente interesse per la cultura nera, diventandone allo stesso tempo un prodotto e uno strumento per la sua diffusione .
La messa in scena della Revue nègre venne programmata al Théâtre des Champs-Élysées, teatro che già aveva visto momenti di gloria, anche se preceduti dallo scandalo della prima, con i Balletti russi (1913-1917) ma che in quel periodo aveva qualche difficoltà. Nel 1925, André Daven, direttore artistico del teatro, alla ricerca di una nuova opportunità di ribalta, si propose di trovare un nuovo spettacolo e, su suggerimento del pittore cubista e amico Fernand Léger, progettò di creare uno spettacolo interpretato interamente da neri. Da lì a poco, Daven incontrò una statunitense, Caroline Dudley Reagan (che diventerà poi la compagna del poeta Joseph Delteil), che messasi alla ricerca di una troupe composta da neri, riuscì a ingaggiare a New York dodici musicisti, tra cui Sidney Bechet, e otto coristi, tra cui Joséphine Baker, convincendoli a partire per Parigi.
Ne risultò uno spettacolo dallo spirito artistico unico, mescolando musica da jazz-band e coreografie originali, spettacoli di burlesque, scenografie con set mobili davanti alle quali il corpo seminudo si esprimeva senza volgarità. 
Il manifesto della Revue Nègre, fu realizzato dal famoso pittore e cartellonista Paul Colin.

## La prima
La prima ebbe luogo il 2 ottobre 1925 e nella sala affollata erano presenti tra i numerosi spettatori Robert Desnos, Francis Picabia e Blaise Cendrars. 
La prima parte si rivelò senza grandi sorprese con ballerini e numeri acrobatici. 
Quando, all'inizio della seconda parte, si alzò il sipario si svelò uno sfondo di grattacieli, disegnato da Paul Colin. I ballerini precedettero l'ingresso di Sidney Bechet seguito da una big band al completo. Alla fine apparve Joséphine Baker, da sola sul palco. Il modo in cui si muoveva molto velocemente, scatenandosi e improvvisando, mandò in delirio il pubblico.
Un'ora dopo, quando apparve nel foyer, Joséphine ricevette una standing ovation dagli ospiti durante il cocktail della prima che seguì lo spettacolo.